# Wolfgang Lippert
Wolfgang Lippert (Berlin-Kaulsdorf, 16 februari 1952) is een Duitse presentator, zanger en entertainer.

## Jeugd en opleiding
Wolfgang Lippert is de zoon van een orkestleider, die opgroeide bij zijn grootmoeder Erna. Hij leerde vervolgens het beroep van automonteur en was daarna onder andere als fotograaf werkzaam. Zijn podiumcarrière begon hij als medewerker voor organisatie en techniek bij het Gerd Michaelis Chor. Van 1978 tot 1980 voltooide hij een piano- en zangopleiding aan de Musikschule Friedrichshain in Oost-Berlijn. Hij ging met zijn eigen rockband op tournee en zong voor plaat- en radioproducties. Met deze band was hij ook te gast in het kinderprogramma He-Du. De regisseuse was enthousiast over zijn omgang met kinderen en deed hem het aanbod om het programma te presenteren, welk aanbod hij accepteerde. Hij presenteerde het maandelijkse programma van 1983 tot 1986.

## Carrière
In 1983 scoorde hij met Erna een hit in de DDR. In 1985 verscheen een coverversie van het lied van Hugo Egon Balder in West-Duitsland, waarna meerdere schlagers volgden, waaronder ook Tutti Paletti.
In 1984 kreeg hij bij de DDR-televisie zijn eerste, avondvullende amusementsuitzending Meine erste Show. Daarna volgde de avondshow Glück muß man haben (1988 tot 1997). Bij Ein Kessel Buntes (1988) was hij een van de van uitzending tot uitzending wisselende presentatoren. In april 1989 verraste Lippert met een optreden in de door Frank Elstner gepresenteerde ZDF-uitzending Nase vorn, zonder dit met de verantwoordelijken van de DDR-televisie te hebben afgesproken. Niettemin was hij reeds voorheen, met toestemming van de DDR, als presentator van een amusementsprogramma bij de NDR werkzaam. Tijdens de ommekeer in de DDR in 1989 werd hij gekozen tot tv-favoriet van het jaar. Met het programma Stimmt's van Radio Bremen was hij de eerste Oost-Duitse presentator, die een eigen show bij de westelijke televisie presenteerde.
Op 26 september 1992 werd hij benoemd tot opvolger van Thomas Gottschalk bij Wetten, dass..?. Na negen afleveringen moest hij de presentatie weer aan Gottschalk overdragen. Naast Wetten, dass..? presenteerde hij ook andere programma's, waaronder Der große Preis (1991) als vervanger van Wim Thoelke, Goldmillion (1994 tot 1995), Wintergarten (1997 tot 1999), Sommergarten (ZDF-Fernsehgarten), Traumtänzer Varieté (HR, 1995 tot 1998) en de talkshow 3 nach 9 (Radio Bremen). Van 1998 tot 1999 presenteerde hij een eigen productie van de KiKA, de Wenn. Dann. Die … Show! Sinds 2000 is Lippert als balladezanger en acteur te zien bij de Störtebeker-Festspiele in Ralswiek op Rügen. Hij trad ook in meerdere theaterproducties op, waaronder in het lustspel Der Liebesfall (begin 2006) met Herbert Köfer. In 2001 werkte hij mee in de ZDF-reeks Wilder Kaiser en was hij jurylid bij de Miss Germany-verkiezing.

## Verder
- In 2002 vroeg Lippert bij het Amtsgericht Charlottenburg zijn privé-faillissement aan. Investeringen in de in 1994 van de Treuhandanstalt gekochte traditiebioscoop Union in Friedrichshagen en eigendomswoningen waren mislukt.
- In 2002 ontwikkelde hij in opdracht van de Duitse Bondsdag de tv-reeks Politibongo voor het kinderkanaal van de ARD en het ZDF. Van 2006 tot 2009 had hij bij de MDR de tv-show Wo ist Lippi?.
- In 2008 verscheen na een langere afwezigheid als zanger het door Andreas Martin mede gecomponeerde nummer Regine bij Jack Whites label Gloriella Music. Het daarbij horende album Das überleben wir volgde kort daarna.
- Sinds 1989 is Lippert ambassadeur van het Deutsche Kinderhilfswerk en van UNICEF.
- In 2013 had hij in de uitzending Circus HalliGalli (ProSieben) een cameo-optreden, in april 2014 had hij dat in de ZDF-satire-uitzending heute-show.
- Sinds 2014 presenteert hij bij de MDR de zaterdagavond-show Ein Kessel Buntes (zeven jaarlijkse afleveringen).
- In november 2016 nam hij deel aan de dansshow Deutschland tanzt (ProSieben).

## Privéleven
Lippert woont met zijn echtgenote Gesine afwisselend in Fürstenwalde bij Berlijn en in Ralswiek op Rügen.

## Discografie
- 1983 Aufstehn (vinyl single)
- 1983 Erna kommt (vinyl single)
- 1985 In Dingsbumshausen ist was los (met Beppo Küster, Helga Hahnemann, Monika Herz)
- 1986 He, du – extra (met andere artiesten)
- 1987 Bitte nach Ihnen (met Beppo Küster)
- 2000 Wolfgang Lippert als Abbelin in Die Kreuzritter
- 2002 Doch jetzt geht’s ab (single)
- 2003 Wolfslieder
- 2004 Die Gedanken sind frei
- 2006 Freunde für immer (single)
- 2006 The Best Of Störtebeker Festspiele
- 2008 Das Überleben wir
- 2009 Erna kommt (single)
- 2009 Regine (single)
- 2010 Dieser Weg muss kein schwerer sein (single)
- 2010 Ost Schlager: Im Osten geht die Sonne auf
- 2012 Lippi kommt

## Tv-optredens
- 1985–1993: Glück muss man haben
- 1988–1990: Stimmt’s?
- 1991: Wetten, dass..? (aflevering 68)
- 1992–1993: Wetten, dass..? (aflevering 76–84)
- 1993: Schmidteinander (seizoen 3, aflevering 8)
- 1993: Salto Postale (seizoen 1, aflevering 4)
- 1995: Marys verrücktes Krankenhaus
- 1996: Wetten, dass..? (aflevering 100)
- 1997: Zimmer frei!
- 1997: Die Harald Schmidt Show (aflevering 312)
- 1998: Die Harald Schmidt Show (aflevering 438)
- 1998: Fieber: Ärzte für das Leben (seizoen 1, aflevering 4)
- 2001: Wetten, dass..? (aflevering 129)
- 2006: In aller Freundschaft (seizoen 8, aflevering 33)
- 2008: Willkommen bei Carmen Nebel (seizoen 5, aflevering 5)
- 2009: NDR Talk Show (aflevering 604)
- 2011: Wetten, dass..? (aflevering 199)
- 2011: NeoParadise (seizoen 1, aflevering 6)
- 2013: Circus Halligalli (seizoen 1, aflevering 1)
- 2013: Inka! (aflevering 49)
- 2014: heute-show (cameo, aflevering 154)
- 2014: NDR Talk Show (aflevering 726)
- sinds 2014: Ein Kessel Buntes
- 2016 Deutschland tanzt

## Films
- 1992: Go Trabi Go 2 Das war der wilde Osten (bioscoop)
- 1996: Die Weihnachtsmaus (tv)

- Gemeinsame Normdatei: 134446089
- International Standard Name Identifier: 0000 0000 7294 1425
- MusicBrainz: 8342b7ee-3ad6-4a93-93ff-1111c30b3878
- Virtual International Authority File: 102338751
- WorldCat: E39PBJfGRFKKKCK4RtJwthqqQq